# Souffre-douleurs, ils se manifestent
Pour plus de détails, voir Fiche technique et Distribution.
Souffre-douleurs, ils se manifestent est un documentaire français, réalisé par Laurent Follea et Andrea Rawlins-Gaston, et diffusé dans infrarouge sur France 2 le 10 février 2015 à 22h30.

## Synopsis
Ce documentaire raconte la vie de plusieurs adolescents qui sont les souffre-douleurs de leurs camarades de classe.

## Fiche technique
- Réalisation : Andrea Rawlins-Gaston et Laurent Follea
- Production : Guylaine Loquet
- Direction de la photographie : Manuel Bolaños
- Son : Nicolas Basselin
- Montage : Anne Lorrière
- Journaliste : Alix Mounou
- Mixage : Mathieu Genet
- Société de production : Agence CAPA
- Pays de production :  France
- Durée : 69 minutes
- Date de diffusion : 10 février 2015
- Chaîne : France 2